# Гай-Фокс-Ривер (национальный парк)
Эта статья — о национальном парке. О реке см. Гай-Фокс (река).
Гай-Фокс-Ривер (англ. Guy Fawkes River) — национальный парк в Австралии, в штате Новый Южный Уэльс.

## Описание
Парк расположен в восточной части региона Северные Плоскогорья (Новая Англия) на плато Дорриго на северо-востоке штата Новый Южный Уэльс. Попасть в парк можно через «Путь Водопадов», в 80 километрах от города Армидейл. Также ближайшими городами к парку считаются Графтон и Дорриго.
Площадь парка разнится в источниках: от 627 км² до 1095,82 км² (наиболее часто встречается число 1059,37 км²).
Образован в 1972 году.
В парке насчитывается более 40 различных растительных сообществ; 28 видов растений, находящихся под угрозой исчезновения; 24 вида животных, находящихся под угрозой исчезновения; имеются значительные площади охраняемых старовозрастных лесов. Из птиц в парке в большом количестве живут клинохвостые орлы и буроголовые траурные какаду.
С 1930-х годов на территории будущего парка обитает крупная популяция диких лошадей (их называют брамби), которые являются прямыми потомками австралийских кавалерийских лошадей военного времени. С 1990-х годов началось их изъятие с территории, однако дело идёт с трудом.

### Достопримечательности
- Река Гай-Фокс[англ.]
  - Водопад Эбор[англ.] (высота 115 м)
- Национальная тропа двухсотлетия[англ.]
- Небольшие реки Аберфойл, Сара и Генри.
- Несколько долин и глубоко изрезанных речных ущелий